# Jan Kozamernik
Jan Kozamernik (ur. 24 grudnia 1995 w Lublanie) – słoweński siatkarz, reprezentant Słowenii, grający na pozycji środkowego.
Jego mama pracowała w przedsiębiorstwie informatycznym IBM, w którym zajmowała się wsparciem systemu. Ojciec ma własną firmę zajmującą się dystrybucją energii. Siatkarz na studiach wybrał kierunek - inżynieria elektryczna.
Podczas rozgrywania meczu w Lidze Narodów 2024 przeciwko reprezentacji Bułgarii w 2 secie przy stanie 15:14 dla reprezentacji Słowenii wprowadzał zagrywkę 9 razy, w tym zaserwował jednego asa i równocześnie Słoweńcy wygrali 2 seta do 14.
28 listopada 2024 roku miał przeprowadzoną operację przepukliny dysku szyjnego.

## Sukcesy klubowe
MEVZA - Liga środkowoeuropejska:
- 2016, 2017
- 2015

Puchar Słowenii:
- 2015

Liga słoweńska:
- 2015, 2016, 2017

Puchar Challenge:
- 2021

Liga polska:
- 2023[8]

Liga Mistrzów:
- 2024[9]

Klubowe Mistrzostwa Świata:
- 2024[10]

Liga włoska:
- 2025[11]

## Sukcesy reprezentacyjne
Liga Europejska:
- 2015[12]
- 2014

Mistrzostwa Europy:
- 2015[13], 2019, 2021
- 2023[14]

## Nagrody indywidualne
- 2019: Najlepszy środkowy Mistrzostw Europy
- 2025: Najlepszy środkowy turnieju finałowego Ligi Narodów[15]